# 勒滕巴赫河 (辛戈爾德河支流)
48°9′30.42″N 10°45′20.27″E / 48.1584500°N 10.7556306°E

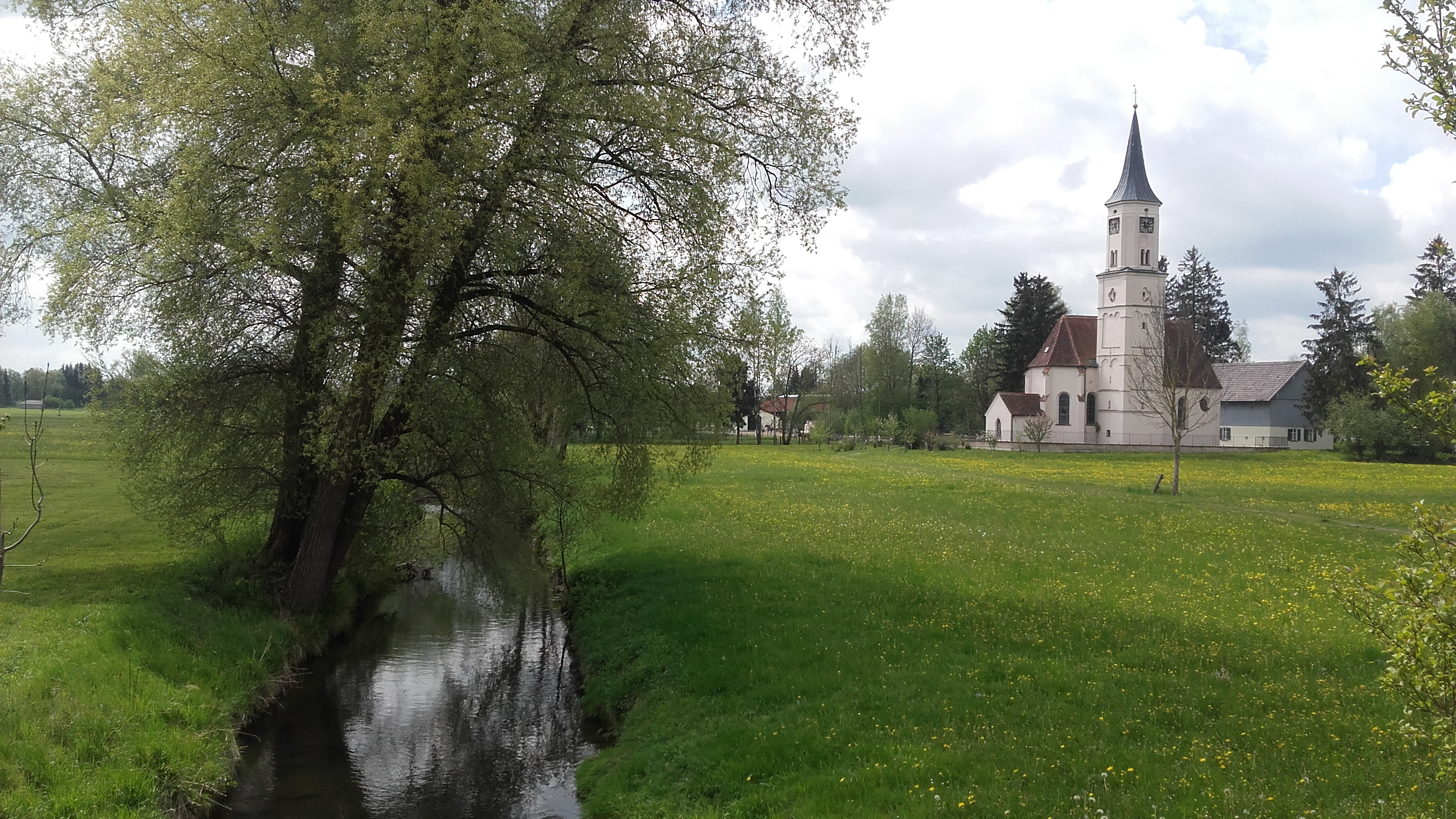

勒滕巴赫河是德國的河流，位於該國東南部，由巴伐利亞負責管轄，屬於辛戈爾德河的左支流，河道全長13公里，流域面積31.9平方公里。